# Violet Pierceu

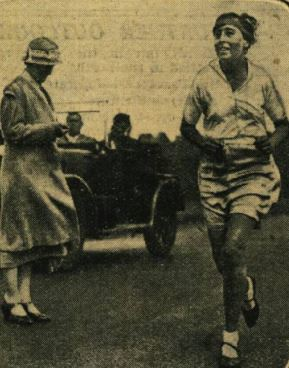
Violet Piercy im Jahr 1934

Violet Pierceu bzw. Violet Stewart Louisa Piercy (* 24. Dezember 1889 in Croydon; † April 1972 in London) war eine britische Sportlerin. Sie lief am 5. Oktober 1926 als erste Frau die moderne Marathonstrecke (42,195 km) von Windsor nach London (Polytechnic Marathon), wofür sie eine Zeit von 3:40 Stunden brauchte. Bei den Olympischen Spielen 1924 hatte der Sieger Albin Stenroos 2:41:22,6 Stunden gebraucht.

## Nachweise
1. ↑  Violet Piercy Marathon runner and Notable Woman of Lavender Hill. Abgerufen am 17. März 2020.
2. ↑  Chroniknet.de.
3. ↑  In 1926, Buchauszug bei Google Booksearch.

| Personendaten    | Personendaten                 |
| ---------------- | ----------------------------- |
| NAME             | Pierceu, Violet               |
| ALTERNATIVNAMEN  | Piercy, Violet Stewart Louisa |
| KURZBESCHREIBUNG | britische Marathonläuferin    |
| GEBURTSDATUM     | 24. Dezember 1889             |
| GEBURTSORT       | London Borough of Croydon     |
| STERBEDATUM      | April 1972                    |
| STERBEORT        | London                        |